# Vanderbilt Theatre
Le Vanderbilt Theatre était un théâtre de Broadway à New York, conçu par l'architecte Eugene De Rosa pour le producteur Lyle Andrews qui le destinait à se propres productions. Ouvert en 1918 au 148 48e Rue Ouest, il sera démoli en 1954,.

## Histoire
Le théâtre de 780 places, a présenté la comédie musicale Irene (en) de 1919 à 1921. Au milieu des années 1920, on y joue plusieurs comédies musicales de Rodgers and Hart (en). Lyle Andrews perd le théâtre pendant la Grande Dépression et en 1931, il est rebaptisé Tobis pour projeter des films allemands. L'expérience est un échec et l'établissement revient au théâtre. Aucun nouveau spectacle n'est joué de 1939 à 1953 où il est converti en studio de radio, d'abord par NBC, puis par ABC jusqu'en 1952. Irving Maidman rachète le théâtre et lance de nouveaux spectacles en 1953, mais l'édifice est démoli un an après et remplacé par un parking de 6 étages,,.

## Productions notables

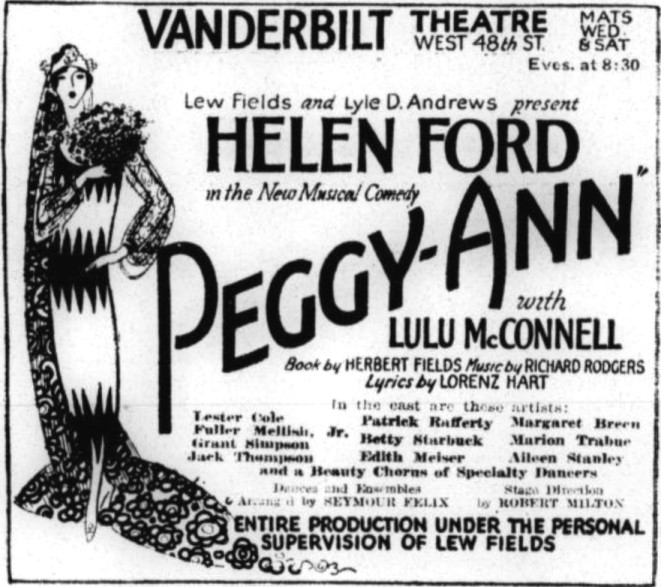
Affiche de la comédie musicale Peggy-Ann, décembre 1926, publiée dans Variety

- 1919 : Irene (en)
- 1926 : The Girl Friend (en)
- 1926 : Peggy-Ann (en)
- 1927 : A Connecticut Yankee (en)
- 1935 : Mulatto (en) de Langston Hughes[2]